# Кувасай
Кувасай (узб. Quvasoy) — місто на сході Узбекистану, у Ферганському вілояті. Населення — 93 217 (2020) осіб. Лежить на річці Ісфайрамсай (притока Сирдар'ї).

## Історія
Утворений у 1954 році на місці робітничого селища, яке почало розвиватися під час другої світової війни на місці, яке певний час перебувало під кунтролем басмачів, Кувасай — це одне з місць розселення депортованих кримських татар. З 1941 по 1943 рік в Кувасаї мешкало вісім сімей евакуйованих під час війни українців з міста Луганської області.
Тепер в Кувасаї мешкають узбеки, таджики, росіяни, турки-месхетинці, татари, корейці, кримські татари та інші. Після розвалу СРСР Кувасай був одним з центрів міжнаціональних сутичок між турками-месхетинцями і узбеками.
Зараз в місті розташовано кілька російських військових баз.

## Географія
Загальна площа Кувасая — 264 км². Він складається з 36 населених пунктів. Місто розташоване в 3-х км от кордону з Киргизією і в 356 км — від Ташкенту і межує з містом Фергана (22 км). З північного заходу він обрамлений невеликими гірськими масивами Паміру-Алая з засніженими вершинами.

## Клімат
Клімат — різко континентальний. Середня температура липня — +30°С, січня — 0°С.

## Промисловість
Сприятливі природні умови, багатющі родовища вапняків, гіпсу та різних глин, близькість великого вугільного родовища, залізниця, що проходить Кувасаєм — усе це у радянські роки створило умови для розвитку великого промислового центру. У місті функціонують 5 великих промислових підприємств з виробництва цементу, скла, шиферу, фаянсово посуду та інші. У місті здійснюють свою діяльність кілька спільних підприємств (узбецько-американське, узбецько-британське, узбецько-кіпрське ті інші, які тимчасово припинили свою роботу).

## Освіта
У місті є Палац культури «Зебунісо», 29 загальноосвітніх шкіл (з них три — змішані, з російською та узбецькою мовами навчання) на 13 807 учнів та 3 професійні коледжі з 2854 учнями, 2021 року відкрився філія Ферганського державного університету, заочний факультет.

## Медицина
Функціонують 2 лікарні на 225 ліжок. Амбулаторно-поліклінічних установ — 14, сільських лікарських пунктів — 12.

## Галерея

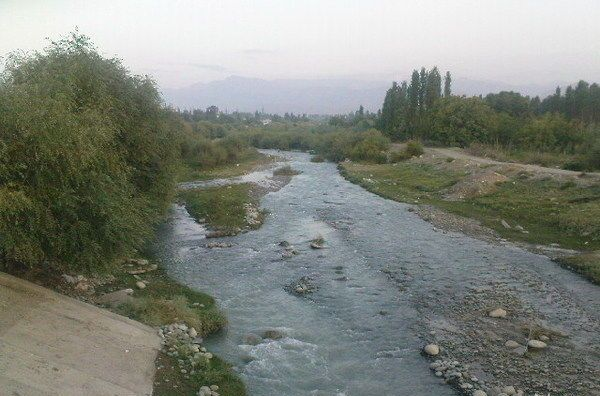
Річка Ісфайрамсай в межах міста.
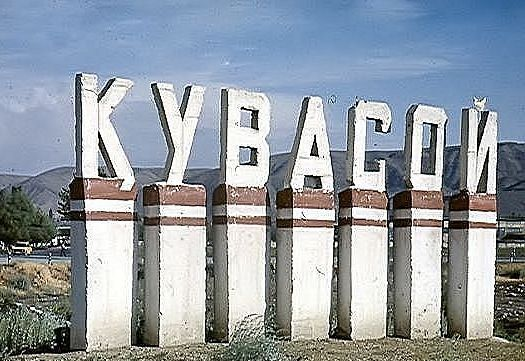
Надпис при в'їзді у місто.
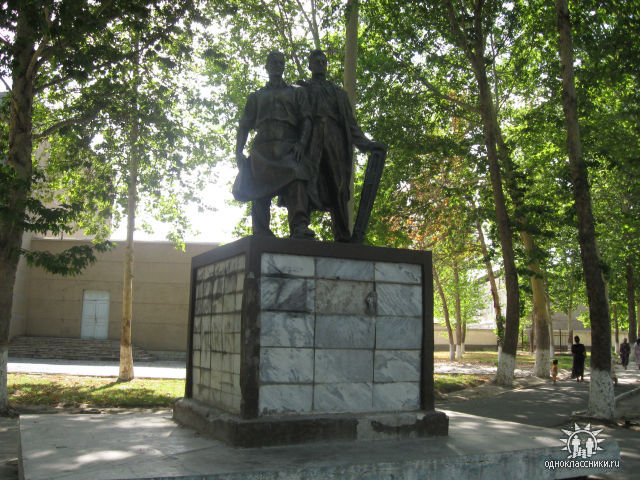
Пам'ятник «Дружба народів».
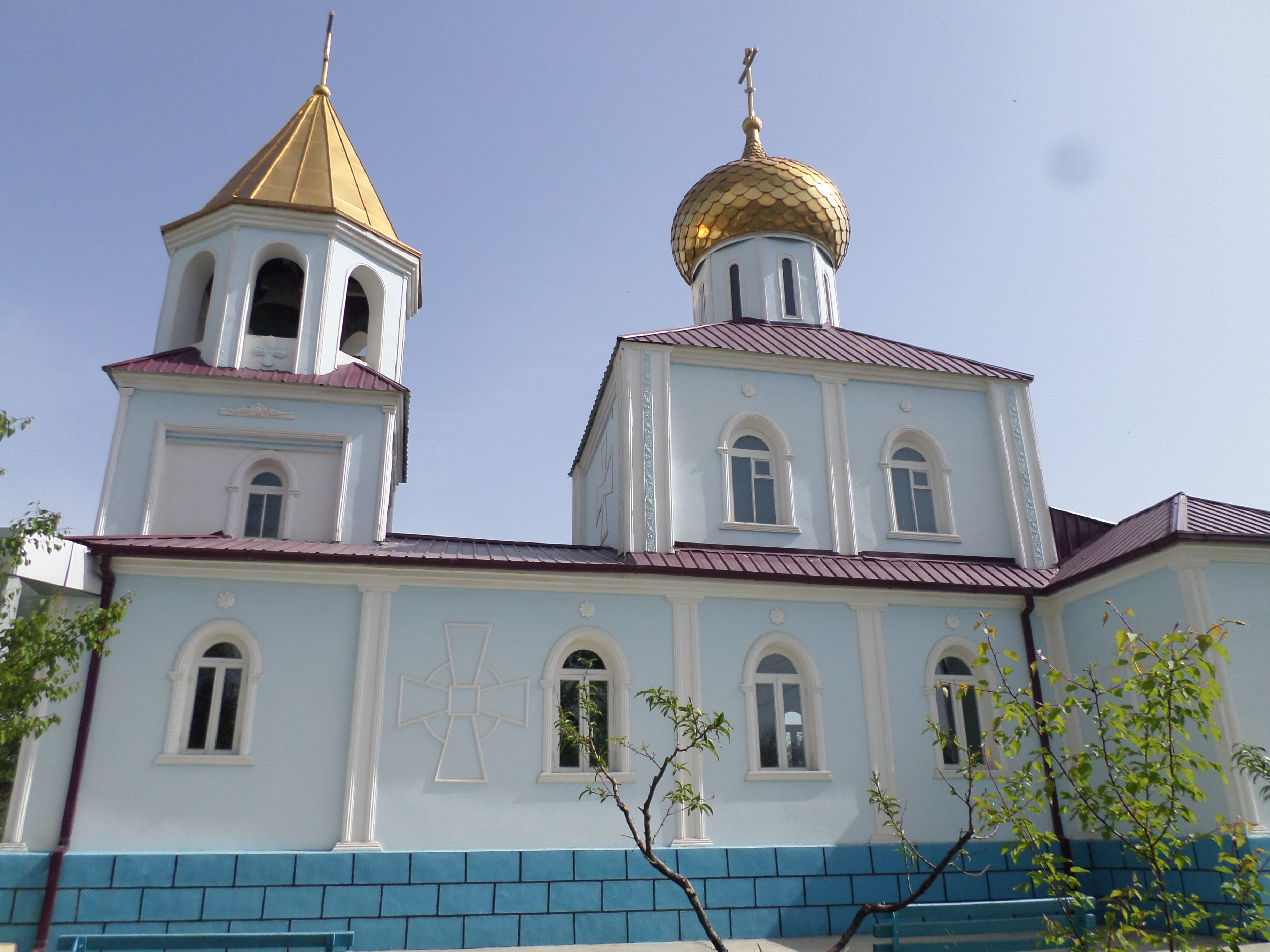
Храм Святого Іоанна Кронштадтського.
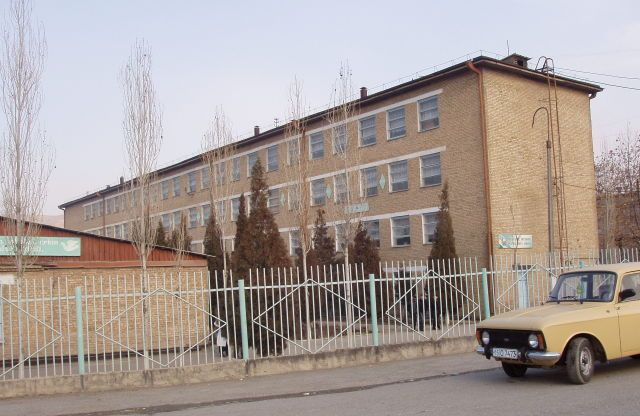
Школа №3.

1. ↑  Населення Узбекистану (orexca.com) [Архівовано 7 вересня 2008 у Wayback Machine.](англ.)